# Ligne orange du métro de Kaohsiung
La ligne orange KMRT (chinois : 高雄捷運橘線, anglais : Orange Line, Kaohsiung Metro, code O) est une ligne de métro à Kaohsiung opérée par Kaohsiung Metro. Le 14 septembre 2008, la première partie de la ligne est entrée en service, reliant Sizihwan à Daliao, grâce à 13,6 km de voies et 14 stations.

## Infrastructure

### Stations
| Code | Nom anglais                 | Nom chinois | District | Notes                                                           |
| ---- | --------------------------- | ----------- | -------- | --------------------------------------------------------------- |
| O1   | Sizihwan                    | 西子灣      | Gushan   | Correspondance avec la tramway circulaire de Kaohsiung: Hamasen |
| O2   | Yanchengpu                  | 鹽埕埔      | Yancheng |                                                                 |
| O4   | City Council                | 市議會      | Cianjin  |                                                                 |
| O5   | Formosa Boulevard           | 美麗島      | Sinsing  | Correspondance avec la ligne rouge                              |
| O6   | Sinyi Elementary School     | 信義國小    | Sinsing  | Correspondance avec la ligne jaune                              |
| O7   | Cultural Center             | 文化中心    | Lingya   |                                                                 |
| O8   | Wukuaicuo                   | 五塊厝      | Lingya   |                                                                 |
| O9   | Martial Arts Stadium        | 技擊館      | Lingya   |                                                                 |
| O10  | Weiwuying                   | 衛武營      | Fengshan | Correspondance avec la ligne jaune                              |
| O11  | Fongshan West               | 鳳山西站    | Fengshan |                                                                 |
| O12  | Fongshan                    | 鳳山        | Fengshan |                                                                 |
| O13  | Dadong                      | 大東        | Fengshan |                                                                 |
| O14  | Fongshan Junior High School | 鳳山國中    | Fengshan |                                                                 |
| OT1  | Daliao                      | 大寮        | Daliao   |                                                                 |